# ザ・スピント・バンド
ザ・スピント・バンド (The Spinto Band) は1996年に結成されたアメリカ合衆国デラウェア州ウェルミントン出身のインディー・ロックバンド。軽やかなポップな音が特徴。兄弟2組を含むメンバーは友人・家族ぐるみでの付き合いを通し結成され、幼少の頃から活動しているため既に10年の下積み期間を経ている。
アークティック・モンキーズやアーケイド・ファイア、クラップ・ユア・ハンズ・セイ・ヤー等に代表される「新世代バンド」と共にインディー・ロック・シーンで注目を集めはじめ、2006年にはFUJI ROCK FESTIVAL '06に出演。 
2005年発売の『Nice And Nicely Done』はメジャー・レーベルからのリリースだったが、再びインディーズに復帰。プロデューサー/エンジニアにデイヴ・トラムフロ、ミキシングにチャド・ブレイクを迎え、アメリカではPark The Van, イギリスではFierce Pandaという名門レーベルから2008年10月に『Moonwink』をリリース。日本盤はBoundeeより10月に発売。

## メンバー
- ジョン・イートン（Jon Eaton）：ギター
- ニック・クリル（Nick Krill）：リード・ボーカル、ギター
- トーマス・ヒューズ（Thomas Hughes）：リード・ボーカル、ベース
- ジェフリー・ホブソン（Jeffrey Hobson）：ドラム
- サム・ヒューズ（Sam Hughes）：キーボード、バック・ボーカル
- ジョーイ・ホブソン（Joey Hobson）：ギター、バック・ボーカル

（トーマスとサム、ジェフリーとジョーイがそれぞれ兄弟）
旧メンバー
- アルバート・ビルニー（Albert Birney, 『Nice and Nicely Done』まで。現在はthe Airkick Pigeon Bandのメンバー）

## バイオグラフィー

### バンドの始まり
ホブソン兄弟の父スティーブ、ヒューズ兄弟の義父スコット・ビルニーとジョン・イートンの叔父アンディーは「シン・シティ・バンド」(Sin City Band) を組んでいた。安酒場で演奏しており、地元デラウェア州ではある程度知られていたバンドであった。
バンドメンバーは、10代にはこれら父親世代の古楽器を誕生日やクリスマスにもらうようになっていた。まずジェフ・ホブソンがドラム・キットをジミー・フィッカ (Jimmy Ficca, 以前テレビで活躍していたドラマーのビリー・フィッカの弟）から譲り受けた。同じ頃、スコット・ビルニー（バンドのオリジナル・メンバーだったアルバート・ビルニーの父でもある）が4トラック・レコーダーを彼らに譲り使い方を教え込んだ。ここから、彼らはいろいろな楽器を試しながらレコーダーにギターやマイクを直接繋いで音楽を録音し始め、次から次へとテープを埋めていった。この頃、放課後に立ち寄ったニック・クリル (Nick Krill) も参加するようになる。11歳の頃から自分たちに「Free Beer」（無料ビール）というあだ名をつけたが、13歳になった頃にはこの名前がくだらないことに気づき、使うのを止めた。
現在もこの幼馴染グループで活動している。アルバート・ビルニーだけビジュアル・アートの道に進むためバンドから離れており正式メンバーではないが、バンドのビデオの主監督であり、バンドのビジュアル面を全般的に担当している。
自分たちの地下室スタジオは「ジャモンキー・スタジオ」と名付け、壁には「地下室スタジオから開始したら、あとは上に行くしかない」という言葉を掲げていた。

### デビュー・アルバム『Nice and Nicely Done』
やがて自分たちの演奏を地下室スタジオや学校の外にもっていきたいと思うようになり、ジョンはテネシー州ナッシュビルで実際のスタジオを経営する叔父のロビン・イートンにしばらく4トラックを送り続けていた。ロビンは彼らの音楽を気に入り、ナシュビルのスタジオに招待した。このようにして高校や大学の休みを利用してナッシュビルに通うようになり、レコーディングを重ねた結果がデビューアルバム『Nice and Nicely Done』に集約された。
ジョンによると、レコーディングが終わると「よくわからないまま、ロックバンドになるために必要であろうステップ」としてデモテープをあちこちに送るようになった。また同じ頃はインターネットの音楽コミュニティの創成期であり、バンドはMP3.comやsongfight.orgに積極的に参加するようになった。一部で“ネット上センセーション”と呼ばれるようになる流れに乗り、シングル「Oh Mandy」がヒットする。毎週ネット上で繰り広げられるソングライター・コンテストのおかげで、他にもシングル「Brown Boxes」「Direct To Helmet」「So Kind, Stacy」等が誕生した。インターネットという新しいバーチャル世界は彼らと世界中の人々を繋ぐツールとなり、特にMySpaceを活用して「ツアー中に泊めてくれる家や美容師まで見つけた」らしい。
また、たくさん送ったデモテープが功を奏し、インディーズ・レコード・レーベルBar-noneから声がかかり、このレーベルの元で北米地区リリースが決まった。シングル「Oh Mandy」の人気は感染し続け米国大手デパートのシアーズの広告キャンペーンで使われることにまで至った。デビュー・アルバムが店頭に並んだ頃には3か月に亘る全米ツアーも終わり、「地下室スタジオでのお遊びからようやく正式なバンドにステップアップできた」とジョンは振り返る。
人気はヨーロッパにも広がり、北米外の販路としてヴァージン・レコード関連会社、Radiate Recordsと契約する。『Nice and Nicely Done』はヨーロッパでもヒットし、UKチャートにのるようになり、主だった音楽フェスティバルに出演したり、ミステリー・ジェッツ、マキシモ・パーク、ザ・ストロークス、ザ・クークス、フィールズといった有名バンドとツアーをするまでになった。さらに、ヨーロッパツアーを終えたバンド、当時ヨーロッパで最も売れていたアークティック・モンキーズのサポートとして再び全米ツアーに出かけた。

### 2作目『Moonwink』
再びレコーディングをすることになったバンドは、自己流を貫くべくマネージャーや監督をする人がいない状態で、自分たちが長年憧れてきたアーティスト何人かに自ら連絡を取ってみたところ、バンド自身も驚いたことに、あっさり大物二人から快諾を得た。ウィルコやビルト・トゥ・スピルを手掛けてきたデイヴ・トラムフロがロサンゼルスでプロデュースを、トム・ウェイツ、ポール・サイモンやロス・ロボスを手掛けてきたチャド・ブレイクがロンドンでミキシングを担当することになった。彼らが参加したおかげで音楽が「次のレベル」に達したとジョンは評価している。
アルバム2作目『Moonwink』は前作と違いもっと“計算”されている。ニックによると「今回は12、3曲をアルバムに入れることを前もって計画して、ちゃんとスタジオの時間を予約して、より集中してアルバムを作り上げる」作業だった。バンドはリハーサルや編曲に6か月費やし、レコーディングに5週間かけた。今作では様々な楽器のそれぞれの音を重視し、さらに編成もユニークなものを心がけており、アーティストとして成長できたと自信をもってニックは語る。「すべての音のための場所を確保できるようアレンジした。ブレイク氏からも多大な貢献があった」。
全米では2008年10月7日に『Moonwink』がリリースされ、これに伴いバンドは再び全米とヨーロッパ・ツアーを開始した。

## ディスコグラフィー

### アルバム
- The Analog Chronicles - 1998 (as Free Beer) - Spintonic
- Digital Summer (New Wave Techno Pop) - 1999 - Spintonic
- Roosevelt - 2000 - Spintonic
- Mersey & Reno - 2001 - Spintonic
- Nice and Nicely Done - 2005 - Bar/None, 2006 - Radiate
- Moonwink - 2008 - Park the Van

### コンピレーション・アルバム
- Sam Raimi - 2000 - Spintonic
- Strauss - 2000 - Spintonic
- Straub - 2000 - Spintonic

### E.P.
- The Spinto Band - 2003 Sleepglue
- Good Answer - 2004 - Spintonic

### シングル
- "Oh Mandy" (CD) - 2005 - Stolen Transmissions
- "Mountains/Brown Boxes" (7") - 2005 - Radiate
- "Direct to Helmet" (CD, 7") - 2006 - Radiate
- "Did I Tell You" (CD, 7") - 2006 - Radiate - UK #55
- "Oh Mandy" (CD, 7") - 2006 - Radiate - UK #54
- "Brown Boxes/Mountains" (promo CD only) - 2006 - Radiate - UK did not chart (flipped version of 2005 single)
- "Summer Grof" (7") - 2008 - Fierce Panda - UK did not chart
- "Vivian, Don't" (7") - 2009 - Fierce Panda